# Zoltán Opata
Zoltán Opata (aussi connu sous le nom de Zoltán Patai ou Ormos Patai, né le 24 septembre 1900 et mort le 19 mai 1982) était un footballeur et entraîneur hongrois. 
En tant que joueur, il remporte six titres de champion de Hongrie avec le MTK et il est régulièrement appelé en sélection. En tant qu'entraîneur, il connaît des succès en Yougoslavie, en Roumanie et en Pologne.

## Carrière

### En tant que joueur
- 1917-1920 :  MÁVAG
- 1920-1924 :  MTK Hungária FC
- 1924 :  Maccabi Brno
- 1924-1929 :  MTK Hungária FC
- 1929-1930 :  Attila FC
- 1930-1931 :  Nemzeti SC
- 1931-1932 :  Bocskai FC
- 1933 :  MTK Hungária FC
- 1934-1935 :  Attila FC
- 1935-1936 :  AC Nitra

### En tant qu'entraîneur
- 1936 :  Hongrie
- 1937-1938 :  HAŠK Zagreb
- 1941-1945 :  Kolozsvári AC
- 1946-1947 :  IT Arad
- 1947 :  Ferencváros TC
- 1950-1951 :  Budapest Dózsa
- 1951 :  Csepel Vasas
- 1957-1958 :   Górnik Zabrze

## Palmarès

### Joueur
- Champion de Hongrie en 1921, 1922, 1923, 1924, 1925 et 1929 avec le MTK
- Vainqueur de la Coupe de Hongrie en 1923 et 1925 avec le MTK

### Entraîneur
- Champion de Yougoslavie en 1938 avec HAŠK
- Champion de Roumanie en 1947 avec Ferencváros
- Champion de Pologne en 1957 avec le Górnik Zabrze